# Joseph Apoux
Joseph Zacharie Jacques Apoux (n. 5 noiembrie 1846, Le Blanc, Centre-Val de Loire, Franța – d. 11 noiembrie 1910, Le Kremlin-Bicêtre, Seine, Franța) a fost un pictor, ilustrator și gravor francez de la sfârșitul secolului al XIX-lea, asociat cu mișcarea decadentă.

## Biografie
Joseph Apoux a studiat pictura și desenul cu Jean-Léon Gérôme. Apoi s-a specializat în acuatinta și gravarea în vârful uscat. A expus la Saloane din 1880 și a participat la expoziția internațională Blanc et Noir („Alb și negru”) în 1886.
Apoux a produs numeroase serii de gravuri și stampe erotice, inclusiv Alfabetul Pornografic ( c. 1880 ), Reverii fantastice și Capricii de gravură (c. 1890). Lucrarea sa a fost publicată de editura L. Joly (Quai Saint-Michel) și de comerciantul de tipografii René Pincebourde (Rue de Verneuil) între 1880 și 1900.
Apoux și-a trăit toată viața profesională la Paris și s-a căsătorit cu verișoara sa primară Clarisse Camus, care i-a născut trei copii: Clarisse, care a devenit modistă și croitoreasă, Marie și Henri.